# Edyth Walker
Edyth Walker   (Hopewell, 27 de març de 1867 - Nova York, 19 de febrer de 1950) fou una mezzosoprano estatunidenca.
Acabats els estudis en el gimnàs i després d'aconseguir el títol de mestra d'Amèrica, passà al Conservatori de Dresden, on tingué per professora i també cantant Aglaja Orgeni. Debutà com a cantant en el teatre Gewandhaus de Leipzig, amb un èxit clamorós; després passà a l'Òpera de Viena (1895), on feu el rol de Fides en el Profeta i d'Azucena en el Il trovatore, sent contractada més tard per aquell teatre. Poc temps després cantà a, amb un gran èxit a Leipzig, Magdeburg, Berlín, Praga, Brünn, en el Covent Garden de Londres i donà concerts a Breslau, Dresden i Múnic.
El 1903 se'n tornà a Amèrica, on es contractà en l'Òpera Metropolitana de Nova York. El 1906 es traslladà de nou a Alemanya, cantant en l'Opernhaus, de Berlín, i després, fins a mitjan 1912, en l'Stadtheater, d'Hamburg on cantà diverses òperes. Al costat de Caruso i cantà una inspirada Tosca que es pot dir que marcà una fita en aquella ciutat. Va representar, a més de tot el repertori wagnerià, amb tan sols l'excepció del Parsifal, obres de Verdi, Giacomo Meyerbeer.
Després de retirar-se dels escenaris, Walker va residir a Scheveningen, Holanda fins al 1919, quan es va traslladar a París. Va treballar allà com a professora de veu on va fer classes en un estudi privat. El 1933 es va incorporar a la facultat del conservatori nord-americà de Fontainebleau on va ensenyar fins al 1936. Després es va traslladar a la ciutat de Nova York, on va continuar ensenyant fins a la seva mort 14 anys després. Entre els seus alumnes destacats hi havia Irene Dalis i Blanche Thebom. Va morir a casa seva a la ciutat de Nova York el 1950 als 79 anys després d'una breu malaltia.